# 细叶画眉草
细叶画眉草（学名：Eragrostis nutans）为禾本科画眉草属下的一个种。

## 扩展阅读
- 維基物種上的相關：细叶画眉草